# Cayos Siete Hermanos
Cayos Siete Hermanos är öar i Dominikanska republiken.   De ligger i provinsen Monte Cristi, i den nordvästra delen av landet, 250 km nordväst om huvudstaden Santo Domingo.